# Circolo culturale astronomico di Farra d'Isonzo
| 6501 Isonzo           | 5 dicembre 1993   |
| 7433 Pellegrini       | 21 maggio 1993    |
| 7500 Sassi            | 3 ottobre 1996    |
| 7501 Farra            | 9 novembre 1996   |
| 7675 Gorizia          | 23 novembre 1995  |
| 7838 Feliceierman     | 16 novembre 1993  |
| 8103 Fermi            | 19 gennaio 1994   |
| 8398 Rubbia           | 12 dicembre 1993  |
| 8401 Assirelli        | 16 febbraio 1994  |
| 8411 Celso            | 3 ottobre 1996    |
| 8422 Mohorovičić      | 5 dicembre 1996   |
| 8549 Alcide           | 30 marzo 1994     |
| 8936 Gianni           | 14 gennaio 1997   |
| 9077 Ildo             | 3 luglio 1994     |
| 9431 Pytho            | 12 agosto 1996    |
| 9634 Vodice           | 4 dicembre 1993   |
| 9636 Emanuelaspessot  | 17 dicembre 1993  |
| 9878 Sostero          | 17 marzo 1994     |
| 10201 Korado          | 12 luglio 1997    |
| 10567 Francobressan   | 7 febbraio 1994   |
| 10892 Gianna          | 23 settembre 1997 |
| 11084 Giò             | 19 settembre 1993 |
| 11117 Giuseppeolongo  | 14 giugno 1996    |
| 11575 Claudio         | 31 gennaio 1994   |
| 11673 Baur            | 26 gennaio 1998   |
| 11976 Josephthurn     | 5 maggio 1995     |
| 12762 Nadiavittor     | 26 ottobre 1993   |
| 12933 Muzzonigro      | 14 ottobre 1999   |
| 13387 Irus            | 22 dicembre 1998  |
| 14975 Serasin         | 24 settembre 1997 |
| 15343 Von Wohlgemuth  | 15 agosto 1994    |
| 15803 Parisi          | 7 febbraio 1994   |
| 15825 Capecchi        | 30 novembre 1994  |
| 16888 Michaelbarber   | 29 gennaio 1998   |
| 16901 Johnbrooks      | 23 febbraio 1998  |
| 17749 Dulbecco        | 19 febbraio 1998  |
| 18501 Luria           | 16 luglio 1996    |
| 18551 Bovet           | 13 gennaio 1997   |
| 19390 Deledda         | 24 febbraio 1998  |
| 20148 Carducci        | 4 ottobre 1996    |
| 21236 Moneta          | 20 novembre 1995  |
| 21301 Zanin           | 22 novembre 1996  |
| 21526 Mirano          | 30 giugno 1998    |
| 21680 Richardschwartz | 9 settembre 1999  |
| 22379 Montale         | 10 febbraio 1994  |
| 22905 Liciniotoso     | 14 ottobre 1999   |
| 24850 Biagiomarin     | 1º dicembre 1995  |
| 24863 Cheli           | 2 marzo 1996      |
| 24898 Alanholmes      | 14 gennaio 1997   |
| 27086 Italicobrass    | 20 ottobre 1998   |
| 28193 Italosvevo      | 29 novembre 1998  |
| 29675 Ippolitonievo   | 15 dicembre 1998  |
| 306386 Carlofavetti   | 6 febbraio 1994   |
| 33100 Udine           | 28 dicembre 1997  |
| 35197 Longmire        | 7 giugno 1994     |
| 59232 Sfiligoi        | 6 febbraio 1999   |
| 69423 Openuni         | 15 gennaio 1996   |
| 79240 Rosanna         | 26 agosto 1994    |
| 79241 Fulviobressan   | 26 agosto 1994    |
| 100519 Bombig         | 28 gennaio 1997   |
| 108201 Di Blasi       | 27 aprile 2001    |
| 118194 Sabinagarroni  | 30 settembre 1994 |
| 119602 Italodimaria   | 24 novembre 2001  |
| 292459 Antoniolasciac | 29 settembre 2006 |
| 438523 Figalli        | 30 settembre 2007 |
| 509761 Umberto        | 19 ottobre 2008   |

Il Circolo culturale astronomico di Farra d'Isonzo è un'associazione di astrofili che gestisce l'osservatorio astronomico ed il planetario situati nell'omonimo comune, in provincia di Gorizia, alle coordinate 45°54′56.7″N 13°31′32.3″E a 56 m s.l.m.. Il codice MPC dell'osservatorio è "595 Farra d'Isonzo".
Il circolo è nato nel 1969 come associazione, con la costruzione del primo osservatorio. Si è costituito formalmente con atto notarile nel 1975.
Svolge principalmente ricerca, scoperta e astrometria sui corpi minori del Sistema Solare e attività divulgativa. Attualmente ha scoperto 225 asteroidi. Risulta al 56º posto tra i più prolifici scopritori d'asteroidi al mondo ed il primo a scoprire in Italia un asteroide della famiglia Apollo.
La strumentazione dell'osservatorio è costituita da:
- riflettore Newton da 610 mm con una focale da 2420 mm (f/4)
- riflettore Newton-Cassegrain da 400 mm con una focale da 1800 mm per il Newton (f/4,5) e da 7000 mm per il Cassegrain (f/17)
- rifrattore da 150 mm con una focale da 2250 mm (f/15)
- riflettore Newton da 300 mm con una focale da 1200 mm (f/4)
- riflettore Newton da 250 mm con una focale da 1250 mm (f/5)
- rifrattore solare da 90 mm con una focale da 800 mm (f/8,8)
- rifrattore da 125 mm con una focale da 800 mm (f/6,4)
- planetario digitale con cupola da 8 m e capienza di 50 posti